# …But Alive
…But Alive war eine deutschsprachige Punkband, die 1991 in Hamburg gegründet wurde. Im Jahre 1999 löste sich die Band auf.

## Bandgeschichte
Die Band wurde 1991 von Marcus Wiebusch (Gesang, Gitarre), Hagen van de Viven (Gitarre), Frank Tirado-Rosales (Schlagzeug) und Jörg (Bass) gegründet. Im selben Jahr entstand das Demotape Krawehl! Krawehl!
Das Debüt-Album Für uns nicht wurde 1993 bei dem Plattenlabel Weird System veröffentlicht. Den Bass hatte zuvor Mathy von Jörg übernommen. Das Album enthielt hochpolitische Texte, die sich neben genretypischen Themen wie Rechtsradikalismus (Nur Idioten brauchen Führer) auch mit sensibleren Angelegenheiten wie Vergewaltigung (Gerechtigkeit), Umweltverschmutzung (Ohnmacht) und Tierrechten (Für uns nicht) auseinandersetzten.
1993 wirkten sie bei der Tournee der Band Slime als Vorgruppe mit.
1994 erschien die EP Sog, die vier Titel enthielt, darunter eine Coverversion des Titels Setz dich hin von Bernd Begemann.
Das zweite Studioalbum Nicht zynisch werden?! wurde 1995 wieder bei dem Label Weird System veröffentlicht. Es enthielt, unter anderem, Thematiken gegen Doppelmoral (Betroffen aufessen, Natalie) oder gesellschaftlichen und sozialen Druck (Niemand schafft das allein). 
1997 erschien das dritte Studioalbum Bis jetzt ging alles gut... auf dem von Wiebusch gegründeten Musiklabel B.A. Records. Produziert wurde das Album von Christian Mevs, Gitarrist der Band Slime. Den Bass spielte nun Torben Meissner, der mit Wiebusch bereits seit 1995 in der Ska-Punk-Band Rantanplan aktiv war.
In die Kontroverse geriet der Song Ich möchte Ilona Christen die Brille von der Nase schlagen, der 1997 zunächst auf der Split-7″ mit der kanadischen Hardcore-Band I Spy und später auf dem dritten Album Bis jetzt ging alles gut… erschien. Die TV-Moderatorin Margarethe Schreinemakers wird dort in einer Textzeile als „Quotenhure“ bezeichnet, was der Band den Vorwurf des Sexismus einbrachte.
Das vierte und letzte Studioalbum Hallo Endorphin, produziert von Swen Meyer, erschien 1999. Die Titel dieses Albums unterschieden sich sowohl musikalisch als auch textlich deutlich von den vorherigen Veröffentlichungen, sie waren stilistisch nicht mehr so stark vom Punkrock geprägt.
Im November 1999 gab die Band ihr letztes von über 300 Konzerten.
Ende 1999 verkündete die Band auf ihrer Homepage die Auflösung: Sowohl musikalisch als auch persönlich habe man sich in verschiedene Richtungen entwickelt.
Marcus Wiebusch, der 1999 auch aus der Gruppe Rantanplan ausstieg, gründete mit Frank Tirado-Rosales kurze Zeit später die Band Kettcar und ließ sein Label B.A. Records mit Thees Uhlmanns Label Hotel van Cleef in Grand Hotel van Cleef aufgehen. Torben Meißner blieb weiter Frontmann bei Rantanplan.
Von dem amerikanischen Künstler Eric Drooker stammen die Cover der ersten drei Studio-Alben (Für uns nicht, Nicht zynisch werden?!, Bis jetzt ging alles gut…) und der EP Sog.

## Diskografie
- 1991: Krawehl! Krawehl! (Demo)
- 1993: Für uns nicht (Weird System)
- 1994: Sog (EP, Weird System)
- 1994: Schmutzig (7")
- 1995: Nicht zynisch werden?! (Weird System)
- 1997: Ich möchte Ilona Christen die Brille von der Nase schlagen / I Quit Your Army, Wiener! (Split-EP mit I Spy, B.A. Records)
- 1997: Bis jetzt ging alles gut… (B.A. Records)
- 1999: Hallo Endorphin (B.A. Records)